# Серавале Сезија
Серавале Сезија (итал. Serravalle Sesia) је насеље у Италији у округу Верчели, региону Пијемонт.
Према процени из 2011. у насељу је живело 4656 становника. Насеље се налази на надморској висини од 333 м.

## Становништво
Према резултатима пописа становништва 2011. у општини је живело 5.141 становника.
| 1931. | 1936. | 1951. | 1961. | 1971. | 1981. | 1991. | 2001. | 2011. |
| ----- | ----- | ----- | ----- | ----- | ----- | ----- | ----- | ----- |
| 4.360 | 4.879 | 4.546 | 5.284 | 5.329 | 5.264 | 5.040 | 5.008 | 5.141 |